# 紅茄萣
紅茄萣是臺灣臺南市學甲區的一個傳統地域名稱，是舊時學甲十三庄倒風寮莊頭中的角頭聚落之一，屬於學甲慈濟宮八選區中的東北郊區，行政區原本獨自為一里，但於民國95年（2006年）行政區域調整後，與頂洲里及新芳里合併為三慶里。而此地有兩項著名的文化活動，分別是賽笭鴿以及西瓜文化節。  

## 地理位置
聚落整體位於學甲區的東北郊倒風寮之東。聚落東邊以市道南13由東北向西南為界，南至市道3號兩側，另北邊可達南2線道路，而西邊則有田寮大排分流的岸內大排水線，作為天然環境界線。

## 聚落脈絡
早期紅茄萣仔為倒風內海之地區，之後經由海水的沖積漸漸成陸地，也因海水之故以至於當初治理的土地鹽分慎重，且塩沼生植物種類相當繁多，尤其紅色茄萣樹遍佈整個急水溪支流，故早期稱之為「紅茄仔」，之後又簡稱為「紅茄」。
此地先民為隨鄭成功部隊來此，隨著河川淤填倒風內海也逐漸浮覆，早先來到學甲的居民子嗣也逐漸向浮覆地遷移，約於清咸豐年間便已開始長居於此地且逐漸形成聚落，其後由來自漳州轉經下溪洲郭姓及王、蔡等姓來此進行開墾，日治時期此地屬保為溪洲仔寮二保，終戰後改為設村，劃為紅茄村，民國57年(1968年)隨學甲升格為鎮而劃歸為紅茄里，其後政區域調整，與頂洲里及新芳里合併為三慶里。

## 交通
紅茄萣主要的道路為南6線、南13線、南2線等，南6線道路在聚落南方，南2線則由聚落東北向西南行走並與南6線交叉，南2線則由北與聚落平行且與南13線交叉，加上田寮大排分流的岸內大排水線，將紅茄萣圍成一個倒三角區域。  

## 宗教
雖然紅茄萣在清末既已形成聚落，然一直以來卻沒有屬於自己的角頭廟，直到1981年才建造首座屬於聚落的角頭廟天玉殿，其主祀神祇為廣澤尊王。 而16年後（1997年）在地方人士倡議下，又另建起一間角頭廟慈明宮，主祀為池府千歲。

## 產業
紅茄萣居民世代多以務農為主，此地主要的農產有西瓜、蒜頭、玉米、蕃茄、雜糧等作物。另也有居民從事魚塭養殖，主要養殖虱目魚、吳郭魚（臺灣雕）、蝦子、鰻魚、烏魚、草魚等。民國61年（1972年）時農委會曾在聚落北邊設有農牧專業養豬區，此政策雖然造就了社區居民一段時間的經濟成長，然而在歷經了口蹄疫事件之後，能繼續經營的農戶皆已不多目前僅剩十幾戶，也因此造成現今紅茄萣聚落中有很多閒置的豬舍，並且至今仍無作為其他用途。

## 民俗節慶
賽笭鴿以及學甲西瓜節是紅茄萣聚落的兩大民俗文化活動。賽笭鴿不仅是臺南市的市定民俗節慶，还被文化部於2023年列入國家重要文化資產。

### 賽笭鴿
賽笭鴿活動在紅茄萣傳承已經有百年以上，于农闲时候进行，不侷限在一個聚落。它盛行於臺南市的溪北地區，至今在學甲、鹽水、新營等地也都相當地熱絡。本賽事由幾個村、聚落共同競賽，有利于当地居民提升之间的向心力。目前還有22個村庄的12組村庄保留着鴿笭對抗賽。比賽通常會持續一段時間，有時甚至長達一個多月。

### 西瓜節
紅茄萣一帶的土質為帶有鹽分的砂質土壤，適宜種植西瓜。為推廣此地的西瓜，學甲當地農會舉辦了本農業行銷活動，受到当地民众支持后成為每年舉辦的活動。

## 圖集

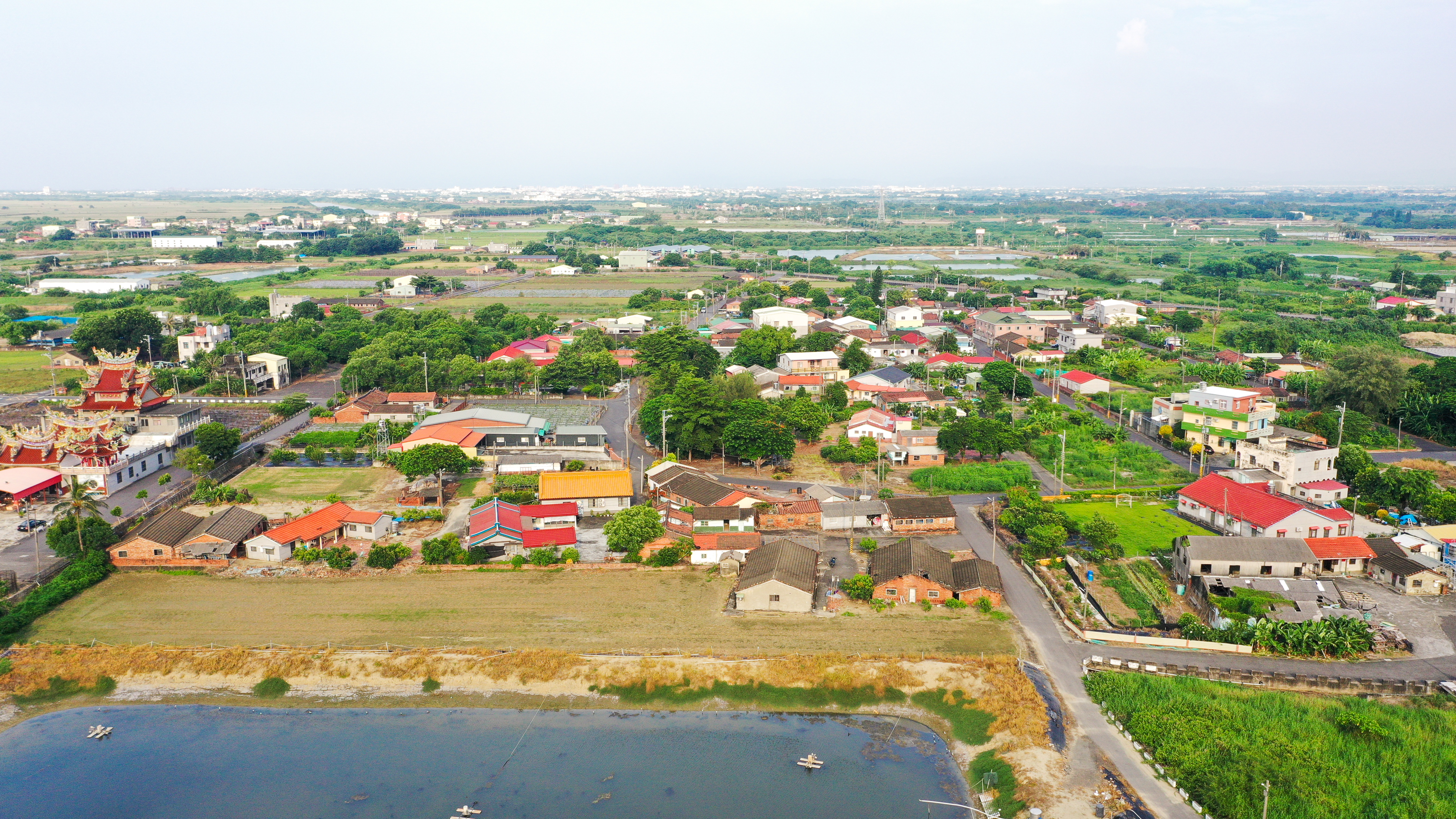
學甲紅茄萣-屋舍
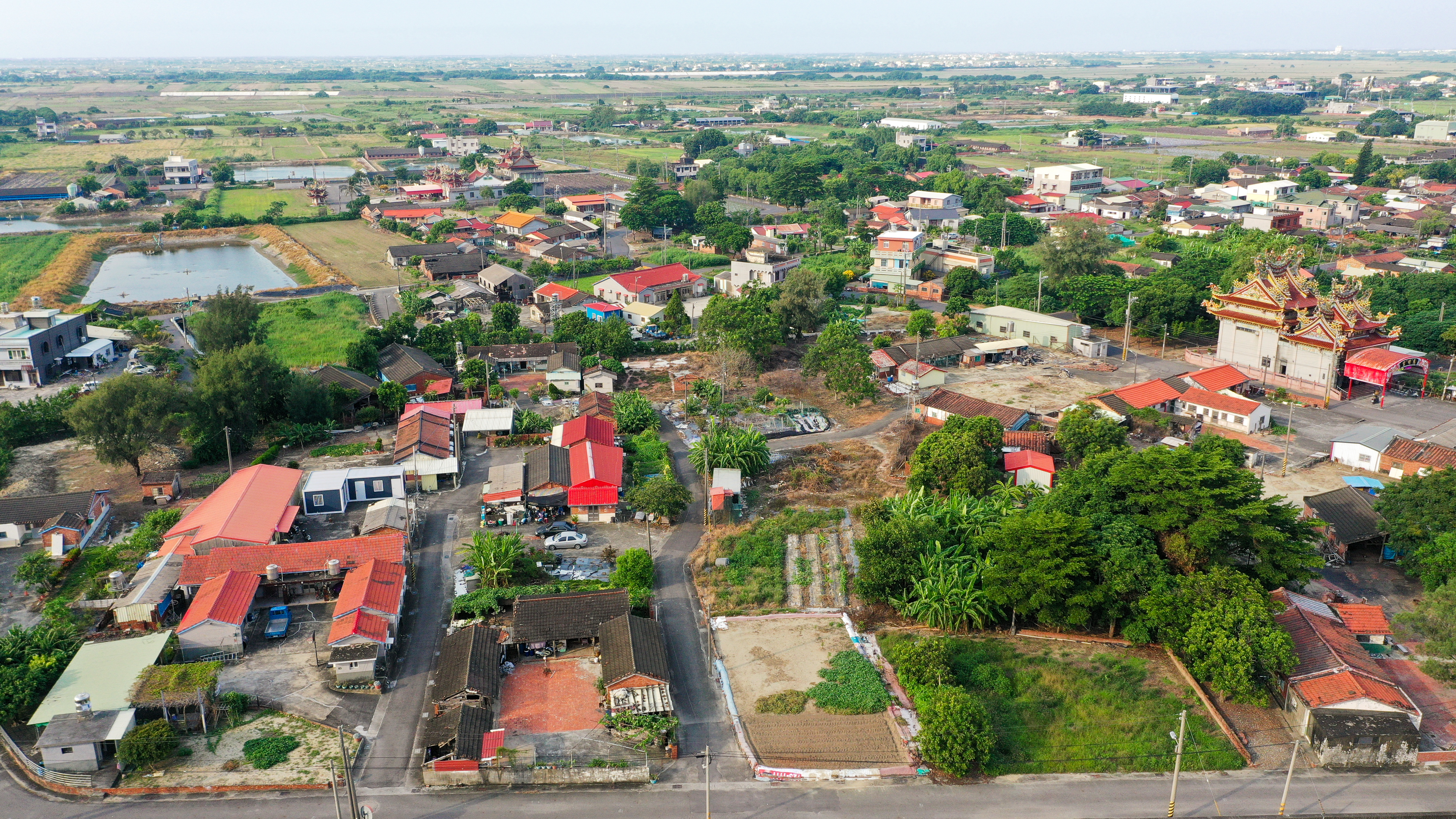
學甲紅茄萣-空照
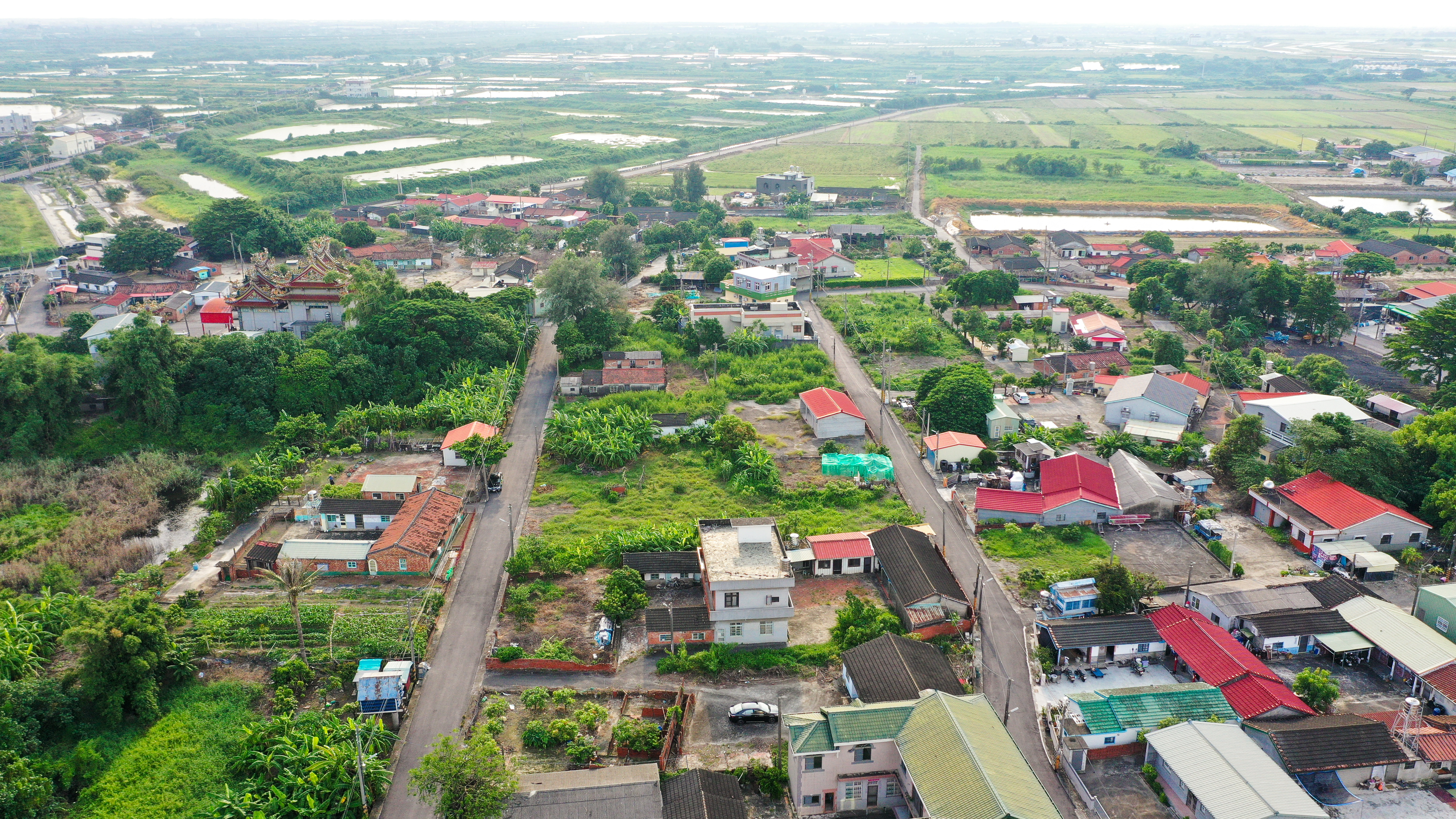
學甲紅茄萣-主要街道